# ソラシド (お笑いコンビ)
ソラシドは、吉本興業所属のお笑いコンビ。2001年1月結成。出囃子はトータス松本の「Lucille」。キャッチフレーズは「シャープ&フラットボーイ」。よしもと山形県住みます芸人。

## メンバー
本坊 元児（ほんぼう がんじ、1978年8月7日（46歳） - ）
ボケ・ネタ作り担当。
愛媛県松山市出身。身長183 cm、血液型はO型。

水口 靖一郎（みずぐち せいいちろう、1976年4月7日（49歳） - ）
ツッコミ担当。
大阪府大阪市出身。身長165 cm、血液型はB型。

## 来歴
- 結成のきっかけは同期の川島明（麒麟）。当時のアルバイト仲間であった川島が水口を家に招いた際、日頃から川島の家に入り浸っていた本坊と出会って親交を深めるようになった。
- コンビ名の名付け親は水口で、本坊曰く「風呂の中で『ソラシドがいい』と閃いた」のが由来。
- 単独ライブのタイトルには、サティやバッハなどクラシック作曲家の名を使う。
- エアドラムを披露している。『踊る大捜査線』のテーマ曲に合わせて激しくスティックと頭を振る。
- 2008年4月6日の「ガンガンライブFINAL」を最後にbaseよしもとを卒業し、京橋花月などを中心に活動していた。その後2010年10月に東京へ移籍し、現在はヨシモト∞ホールなどに出演している。
- 東京進出の報告は「ソラシド・ヘッドライトの“一石二鳥三”」というヘッドライトとの合同ライブのエンディングにて発表した。
- 2018年10月より「あなたの街に住みますプロジェクト」の山形県住みます芸人として活動。『スベル兄弟』（東北放送）への出演や[1]、本坊単独でのM-1グランプリ仙台予選MCなど[2]宮城県でも活動することがある。

## 人物

### 本坊
本坊元児の欄を参照。

### 水口
ガラガラ声が特徴。猫好きでbaseよしもとではそのキャラを活かしたボケもする。
特技はエアドラム。『やりすぎコージー』（テレビ東京）で披露するなど仕事が増加し、2007年のR-1ぐらんぷりでは準決勝まで進出した。
その他、趣味や特技として日本舞踊を挙げている。
後輩のスマイルを自宅に呼んでコンビの単独ライブの映像を見せ、最後に台所から持ってきた包丁を畳へ突き刺し「どうもソラシドです」「これがソラシドの漫才や」と発言。その後、スマイルの目を凝視しつつ畳から引き抜いた包丁を舐めた。その年のM-1グランプリでは予選2回戦であえなく敗退。
スマイルは水口の家から帰る道中、終始無言だったが別れる直前に「なんやったんあれ」という言葉が2人同時に出た。ソラシドが2回戦で落ちたと聞いた際にも「あれなんやったんやろな」という言葉がどちらからともなく出たという。
先輩の黒瀬純（パンクブーブー）と仲が良い。黒瀬からは「友達」と呼ばれているが、これはただ単に親しいというだけではなく、「『後輩』としてみると耐えられない」という意味合いも含んでいる。
ニコニコよしもとタウン放送内で自宅にTENGAを2つ所持していたことから、『TENGA水口』と命名された。
2013年8月に一般人女性と結婚。
2021年7月末、番組生配信中の事故で全身やけどを負い、9月30日まで入院。

## 賞レース戦績
- 2001年 M-1グランプリ 2回戦進出
- 2002年 M-1グランプリ 3回戦進出
- 2003年 M-1グランプリ 3回戦進出
- 2004年 第5回笑わん会 優秀賞
- 2004年 M-1グランプリ 3回戦進出
- 2005年 M-1グランプリ 3回戦進出
- 2006年 M-1グランプリ 2回戦進出
- 2007年 M-1グランプリ 準決勝進出
- 2008年 キングオブコント 準決勝進出
- 2008年 M-1グランプリ 準決勝進出
- 2009年 M-1グランプリ 準決勝進出
- 2010年 M-1グランプリ 準々決勝進出（予選53位）
- 2015年 M-1グランプリ 2回戦進出[5]

## 出演
本坊のみの出演は本坊元児#出演を参照。

### テレビ・ラジオ番組

#### 現在
- ピヨ卵ワイド（山形放送）水曜日「猫そぎキャットフレーズ」のコーナーを担当[6]
- オキタマソラシド（NCVチャンネル、2019年1月1日 - ）
- ブラマヨ弾話室 〜ニッポン、どうかしてるぜ!〜（BSフジ）- 不定期出演
- スベル兄弟（東北放送）レギュラー出演[7]
- ワクワク!やまが旅（テレビ埼玉、山形放送、BSよしもと、2022年4月－、シーズン2、2023年4月 - ）[8]
- Nトピ＋プラス（エフエムNCV おきたまGO!）2021年度・2022年度は毎週金曜日、2023・2024年度は毎週月曜日レギュラー。
- おらんだの昼  ひるらじ（エフエムい～じゃん  おらんだラジオ） 毎週木曜日レギュラー。
- 発信Live ジモトノチカラ!（BSよしもと、2024年7月 - ）- 不定期出演

#### 過去
- 爆笑レッドカーペット（フジテレビ） キャッチコピーは「笑いの音階あがります」
- 爆笑オンエアバトル（NHK総合）戦績0勝1敗 最高305KB
- 麒麟の部屋（毎日放送）過去に数回ゲスト出演している。
- 千鳥のぼっけぇTV!（GAORA）
- オールザッツ漫才（毎日放送）
- ジャイケルマクソン（毎日放送）
- 銀シャリのbaseベイベー（GAORA）
- 吉本☆ぐいピコ!（京都放送）
- GA-tuuun!（テレビ大阪）
- お願い!ランキング（テレビ朝日、2012年5月23日）‐ 水口のみ
- 芸人ドキュメンタリー 下がり上がり（フジテレビ、2015年10月5日）
- Cheeky's a GoGo!〜行く・見る・味わう・楽しいニッポン〜（BSよしもと、2022年3月 - 2023年6月）※金曜日
- キクテレミルラジ265（BSよしもと、2023年7月 - 2024年6月）※不定期出演

### 映画
- 海まで何マイル（2019年）
- この町の（2021年） - 「絆のものがたり 心と心を結ぶもの（2023年）」にも収録。
- 脱・東京芸人（2023年） - 本坊を撮ったドキュメンタリー映画。水口も出演。

## 単独ライブ
- 2003年
  - 09月27日 - 「〜第1章〜モーツァルト〜」（baseよしもと/大阪）
  - 12月20日 - 「〜第2章〜ヴィバルディ〜」（baseよしもと/大阪）
- 2004年
  - 02月08日 - 「〜第3章〜バッハ〜」（baseよしもと/大阪）
  - 04月02日 - 「〜第4章〜ビゼー〜」（baseよしもと/大阪）
  - 06月04日 - 「〜第5章〜チャイコフスキー〜」（baseよしもと/大阪）
  - 08月08日 - 「〜第6章〜ショパン〜」（baseよしもと/大阪）
  - 09月10日 - クラシック（トークライブ）（baseよしもと/大阪）
- 2005年
  - 09月26日 - 「〜第7章〜サティ〜」（baseよしもと/大阪）
- 2006年
  - 06月11日 - 「〜第8章〜シューベルト〜」（baseよしもと/大阪）
  - 10月18日 - 「〜第9章〜ベートーヴェン〜」（baseよしもと/大阪）
- 2007年
  - 08月11日 - 「〜第10章〜ドヴォルザーク〜」(baseよしもと/大阪)
  - 11月03日 - 「〜第57章〜デスメタル〜」(baseよしもと/大阪)
- 2008年
  - 01月18日 - 「〜第131章〜ソウル〜」(baseよしもと/大阪)
  - 06月09日 - 「〜第17章〜テクノ〜」(うめだ花月/大阪)
  - 08月29日 - 「〜第14章〜フォーク〜」(うめだ花月/大阪)
  - 10月02日 - 「〜第15章〜ロックンロール〜」(うめだ花月/大阪)
- 2009年
  - 01月18日 - 「〜第16章〜レゲエ〜」(ヨシモト∞ホール大阪/大阪)
  - 03月15日 - 「〜第17章〜演歌〜」(ヨシモト∞ホール大阪/大阪)
  - 05月05日 - 「〜第18章〜J-POP〜」(ヨシモト∞ホール大阪/大阪)
  - 07月26日 - 「〜第19章〜アニメソング〜」(ヨシモト∞ホール大阪/大阪)
- 2010年
  - 03月13日 - 「ソラシド・ヘッドライトの“一石二鳥”」(オスカーホール/大阪・住之江)（2組合同ライブ）
  - 06月26日 - 「ソラシド・ヘッドライトの“一石二鳥ニ”」(オスカーホール/大阪・住之江) （2組合同ライブ）
  - 09月20日 - 「ソラシド・ヘッドライトの“一石二鳥三”」(TORII HALL/大阪・難波) （2組合同ライブ）

## 音楽
| 発売日        | タイトル   | レーベル  | 備考                                                                                        |
| ------------- | ---------- | --------- | ------------------------------------------------------------------------------------------- |
| 2022年7月29日 | ガラクタ魂 | brosB&Co. | 「ソラシド水口」名義 配信限定シングル 作詞：金森正晃 フットサル選手丸岡ラック公式応援ソング |